# ورخنی گیدوک
ورخنی گیدوک (به لاتین: Verkhniy Gyaduk) یک منطقهٔ مسکونی در جمهوری آذربایجان است که در شهرستان لریک واقع شده‌است.